# Mark Webber (Rennfahrer)
Mark Alan Webber (* 27. August 1976 in Queanbeyan, New South Wales) ist ein ehemaliger australischer Automobilrennfahrer.
Webber nahm von 2002 bis 2013 an der Formel-1-Weltmeisterschaft teil und startete dort von 2007 bis 2013 für Red Bull Racing. Seine beste Gesamtplatzierung erzielte er 2010, 2011 und 2013 jeweils mit dem dritten Rang, wobei er 2010 mehrmals in Führung lag. Webber wurde 1998 Vizeweltmeister in der FIA-GT-Meisterschaft und 2001 Vizemeister der Formel 3000. Von 2014 bis 2016 trat Webber für Porsche in der FIA-Langstrecken-Weltmeisterschaft (WEC) an. Dort gewann er 2015 den Fahrerweltmeistertitel.

## Karriere

### Anfänge im Motorsport (1990–1997)
Als Sohn eines australischen Motorradhändlers wuchs Webber in unmittelbarer Nähe zur Welt des Motorsports auf und entschied sich zunächst für eine Motocross-Karriere. 1990 wechselte er in den Kartsport und blieb bis 1993 in dieser Sportart aktiv. 1994 begann Webber seine Formelsportkarriere in der australischen Formel Ford. Nach dem 13. Platz in der ersten Saison, beendete er seine zweite Saison auf dem vierten Platz in der Meisterschaft. Darüber hinaus nahm er 1995 an zwei Rennen der Australian Drivers’ Championship teil und stand beide Male auf dem Podium.
1996 wechselte Webber nach Europa und ging in der britischen Formel Ford an den Start. Er wurde mit 113 zu 130 Punkten Vizemeister hinter Kristian Kolby. Außerdem gewann er das prestigeträchtige Formel-Ford-Festival in Brands Hatch und trat in der Australian Drivers’ Championship zu zwei Rennen, von denen er eins gewann, an. 1997 wechselte Webber zu Alan Docking Racing in die britische Formel-3-Meisterschaft. Er gewann ein Rennen und schloss die Saison auf dem vierten Platz in der Meisterschaft ab. Außerdem wurde er Dritter beim Formel-3-Masters und Vierter beim Macau Grand Prix. Beinahe wäre Webbers Motorsportkarriere in dieser Saison beendet worden, da ihm das Geld für die Formel 3 ausgegangen war. David Campese, ein australischer Rugby-Spieler und Weggefährten seines Vaters Alan, sprang ein und gab dem Rennfahrer umgerechnet 60.000 Euro.

### FIA-GT-Meisterschaft (1998–1999)
1998 wechselte Webber in den GT-Sport zu Mercedes-Benz. Als Teamkollege von Bernd Schneider trat er in einem Mercedes-Benz CLK GTR in der FIA-GT-Meisterschaft an. Die beiden gewannen die Hälfte der Rennen und wurden Vizemeister hinter ihren Mercedes-Teamkollegen Klaus Ludwig und Ricardo Zonta, die die anderen Rennen gewannen. Außerdem debütierte Webber 1998 beim 24-Stunden-Rennen von Le Mans. Webbers Team schied allerdings mit einem Motorschaden aus.
1999 sollte Webber nur zum 24-Stunden-Rennen von Le Mans antreten. Allerdings hatte er im Qualifikationstraining am Donnerstag vor dem Rennen einen schweren Unfall, den er unverletzt überstand. Wegen einer fehlerhaften Aerodynamik hob er mit seinem Auto bei knapp 300 km/h ab und überschlug sich mehrfach. Im Warm Up ereignete sich der quasi identische Unfall erneut, wieder mit Webber am Steuer. Schließlich ereilte seinen Teamkollegen Peter Dumbreck das gleiche Problem im darauf folgenden Rennen. Mercedes beendete anschließend das Sportwagenprogramm.

### Formel 3000 (2000–2001)
2000 kehrte Webber in den Formelsport zurück und trat für European Arrows F3000, dem Team seines Landsmann Paul Stoddart, in der Formel 3000 an. Webber gewann das Rennen in Silverstone und stand bei zwei weiteren Rennen auf dem Podest. In der Fahrerwertung belegte er den dritten Platz, während sein Teamkollege Christijan Albers ohne Punkte blieb. Aufgrund dieser Leistungen durfte Webber Formel-1-Testfahrten für Benetton und Arrows absolvieren und erhielt einen Testfahrervertrag bei Benetton für die Formel-1-Saison 2001. Flavio Briatore, der Teamchef von Benetton übernahm zudem sein Management.
Außerdem absolvierte Webber 2001 seine zweite Saison in der Formel 3000. Er trat als Teamkollege von Mario Haberfeld für Super Nova Racing an. Webber gewann die Rennen in Imola, Monte Carlo und Magny-Cours. In der Fahrerwertung wurde Webber, der bei fünf von zwölf Rennen nicht ins Ziel kam, Vizemeister hinter Justin Wilson. Intern setzte er sich mit 39 zu 3 Punkten erneut deutlich gegen seinen Teamkollegen durch.

### Formel 1 (2002–2013)

#### Minardi (2002)

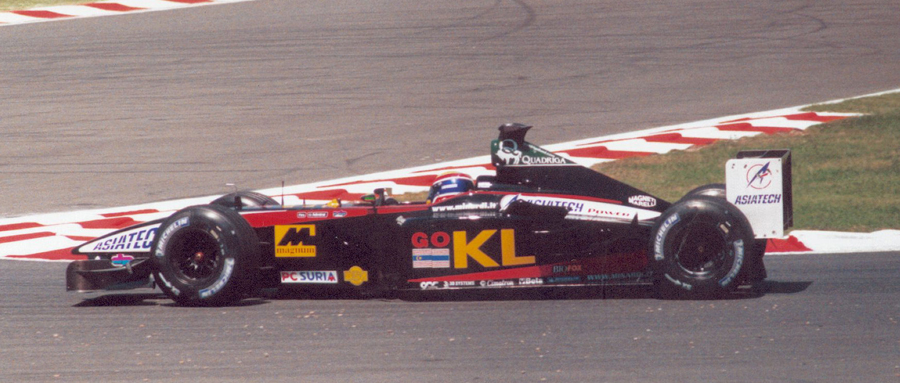
Webber im Minardi, 2002

2002 wechselte Webber in die Formel 1. Sein Landsmann Paul Stoddart nahm ihn erneut unter Vertrag und Webber startete für Minardi. Bei seinem Heimrennen gab er sein Formel-1-Debüt und erreichte auf Anhieb den fünften Platz, für den er zwei Weltmeisterschaftspunkte erhielt. Webber profitierte von vielen Ausfällen und schaffte es im unterlegenen Minardi den schnelleren Toyota-Piloten Mika Salo hinter sich zu lassen. Webber, der im weiteren Verlauf der Saison zwei weitere Platzierungen unter den ersten zehn einfuhr, hatte seine Teamkollegen Alex Yoong und Anthony Davidson, der Yoong bei zwei Rennen vertrat, klar im Griff und beendete die Saison auf dem 16. Platz in der Weltmeisterschaft.

#### Jaguar (2003–2004)

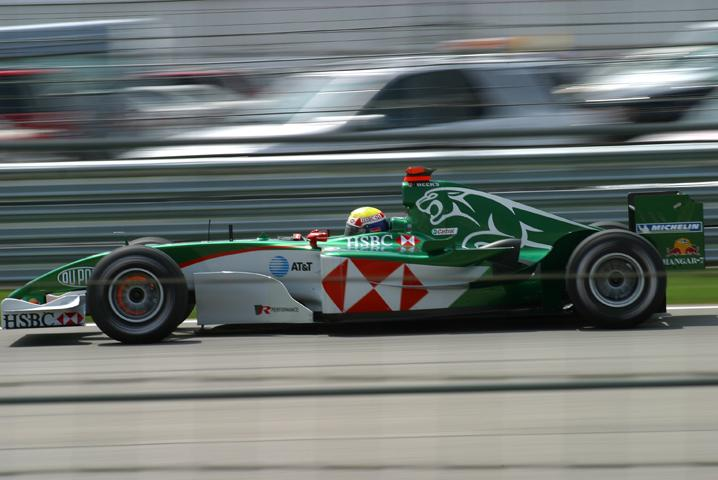
Webber beim Großen Preis der USA 2004 im Jaguar

Für die Saison 2003 bot ihm Jaguar ein Cockpit neben Antonio Pizzonia an. Während Pizzonia enttäuschte und im Laufe der Saison durch Webbers ehemaligen Formel-3000-Rivalen Justin Wilson ersetzt wurde, erzielte Webber regelmäßig Punkte. Besonders kristallisierte sich dabei Webbers Stärke auf eine schnelle Runde heraus, mit der er wiederholt bessere Startplätze schaffte, als es das Auto eigentlich zugelassen hätte. Insgesamt sammelte Webber 17 Punkte und beendete das Jahr auf Platz zehn der Fahrerwertung.
Für die Saison 2004 schaffte Jaguar keine Verbesserungen, so dass Webber und sein neuer Teamkollege Christian Klien über weite Strecken chancenlos waren. Lediglich sieben Punkte fuhr Webber in 18 Rennen ein. Beim Großen Preis von Malaysia startete Webber mit einem zweiten Platz erstmals aus der ersten Startreihe. In der Fahrerweltmeisterschaft belegte er den 13. Rang.

#### Williams (2005–2006)

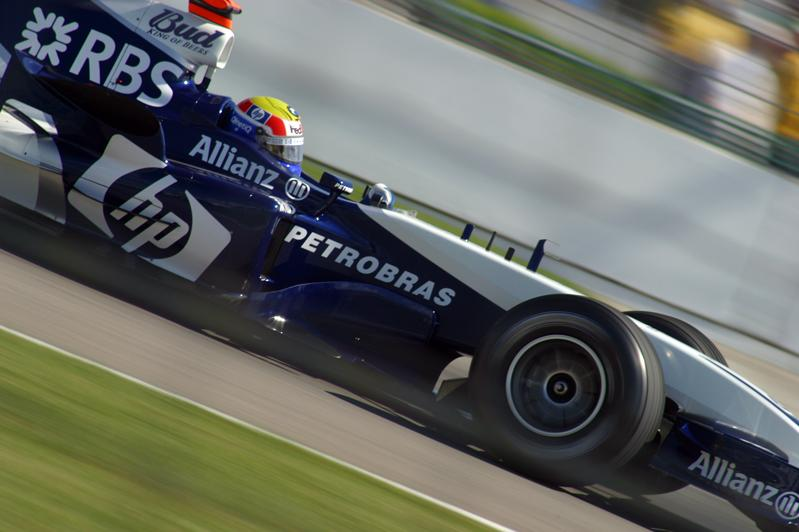
Webber beim Großen Preis der USA 2005 im Williams

2005 wechselte Webber zu Williams und wurde Teamkollege von Nick Heidfeld. Der von Motorenlieferant BMW unterstützte Rennstall hatte Schwierigkeiten in dieser Saison an die Erfolge aus den vorherigen Saisons anzuknüpfen, da das Auto nicht konkurrenzfähig genug war. Webber erzielte regelmäßig Punkte und erreichte beim Großen Preis von Monaco als Dritter seine erste Podest-Platzierung. Die Saison beendete Webber als bester Williams-Pilot auf dem zehnten Platz in der Fahrerwertung. Er profitierte jedoch davon, dass Heidfeld nach 14 Rennen verletzungsbedingt die Saison beenden musste. Während Heidfeld und Webber nahezu gleichwertige Ergebnisse erzielten, war Webber deutlich schneller als Pizzonia, der nach Heidfelds Verletzung das zweite Cockpit erhielt.
BMW trennte sich schließlich Ende der Saison von Williams und trat ab 2006 unter eigenem Namen an, während das Williams-Team selbst plötzlich ohne Motoren und namhafte Sponsoren dastand. Die Lage war vor der Saison 2006 angespannt. Williams fuhr nun mit Cosworth-Motoren, die das Team bezahlen musste. Angesichts fehlender Sponsoren eine schwierige Situation, zumal sich der neue Williams zwar als schnell, aber unzuverlässig herausstellte. Webber und sein Teampartner Nico Rosberg fielen etliche Male in aussichtsreichen Positionen aus und so hatte das Team am Ende elf Punkte erzielt, wovon Webber sieben Punkte einfuhr. In der Weltmeisterschaft schloss Webber die Saison auf dem 14. Platz ab. Webber schlug infolge der nicht zufriedenstellenden Entwicklung ein Vertragsangebot von Williams aus und verließ das Team zum Ende der Saison.

#### Red Bull (2007–2013)

##### Saison 2007

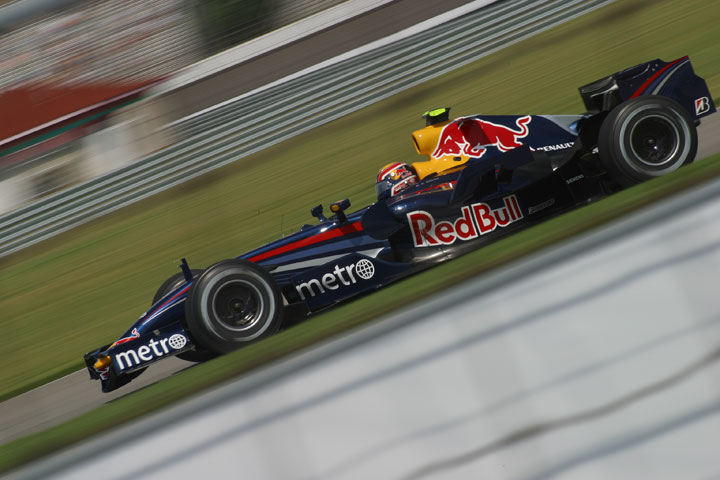
Webber beim Großen Preis der USA 2007 im Red Bull

Für die Saison 2007 heuerte Webber beim österreichischen Team Red Bull Racing an. Er wurde Teamkollege von David Coulthard und ersetzte seinen ehemaligen Teamkollegen Klien. Da das Red Bull-Team Ende 2004 aus dem Jaguar-Rennstall hervorgegangen war, kehrte Webber an seine alte Wirkungsstätte zurück. Red Bull verpflichtete Mitte 2006 Konstrukteur Adrian Newey und traf mit Renault eine Vereinbarung über die Lieferung von Motoren. Webber gelang es nur bei drei Rennen, Punkte einzufahren. Sein bestes Resultat erzielte er beim Großen Preis von Europa, den er auf dem dritten Platz beendete. In der Weltmeisterschaft schloss er die Saison mit zehn Punkten auf dem zwölften Platz ab, während Coulthard mit vierzehn Punkten Zehnter wurde.

##### Saison 2008
Die Saison 2008 fing für Webber gut an. In den ersten acht Rennen fuhr er sechsmal in die Punkteränge, sammelte 18 Zähler und lag zwischenzeitlich auf Platz sieben der Fahrerweltmeisterschaft. Red Bull kämpfte um Platz vier unter den Konstrukteuren, fiel dann aber hinter Toyota und Renault zurück. Bei der Qualifikation zum Großen Preis von Großbritannien fuhr Webber zwar erstmals einen Red Bull-Rennwagen in die erste Startreihe, fiel jedoch im Rennen auch wegen einer falschen Strategie schnell zurück und belegte am Ende lediglich Platz 10. Erst beim Großen Preis von Belgien holte Webber, begünstigt durch eine nachträgliche Strafe für den vor ihm platzierten Timo Glock, einen weiteren Punkt. Webber fuhr bei zwei Rennen noch jeweils einen weiteren Punkt ein und beendete damit die Saison mit 21 Punkten an elfter Stelle des Klassements. Seinen Teamkollegen Coulthard, der 8 Punkte erzielt hatte, ließ er damit hinter sich.

##### Saison 2009
Nachdem Routinier Coulthard seinen Rücktritt erklärt hatte, erhielt Webber für die Saison 2009 mit dem jungen Rennfahrer Sebastian Vettel einen neuen Teamkollegen. Bereits während der Wintertestfahrten war abzusehen, dass Adrian Newey für Red Bull erstmals ein konkurrenzfähiges Auto entwickelt hatte, mit dem Siege in Reichweite liegen würden. Ungünstigerweise zog sich Webber in der Winterpause bei einem Mountainbikerennen mehrere Knochenbrüche zu. Durch diesen Unfall war zunächst unklar, wie lange er ausfallen würde. Allerdings erholte Webber sich schnell und nahm bereits am ersten Saisonrennen in Australien wieder teil.
Die ersten Rennen der Saison 2009 wurden vom neuen Rennstall Brawn GP dominiert, Red Bull etablierte sich aber als Verfolger. Beim Großen Preis von China gelang ein Doppelsieg, bei dem Webber hinter Vettel Zweiter wurde; gleiches gelang beim Großen Preis von Großbritannien in Silverstone. Zuvor war Webber auch schon beim Großen Preis der Türkei Zweiter geworden. Beim Großen Preis von Deutschland am Nürburgring qualifizierte sich Webber schließlich erstmals für die Pole-Position und gewann das anschließende Rennen trotz einer Durchfahrtsstrafe. Mit seinem ersten Sieg im 130. Grand Prix löste Webber damit Rubens Barrichello als Rekordhalter für die meisten Grand-Prix-Starts bis zum ersten Triumph ab; Barrichello hatte 124 Anläufe benötigt. Nach einigen Rennen, in denen Webber keine Punkte einfuhr, gelang ihm ein weiterer Sieg beim Großen Preis von Brasilien. Am Saisonende belegte Webber den vierten Platz in der Meisterschaft.

##### Saison 2010

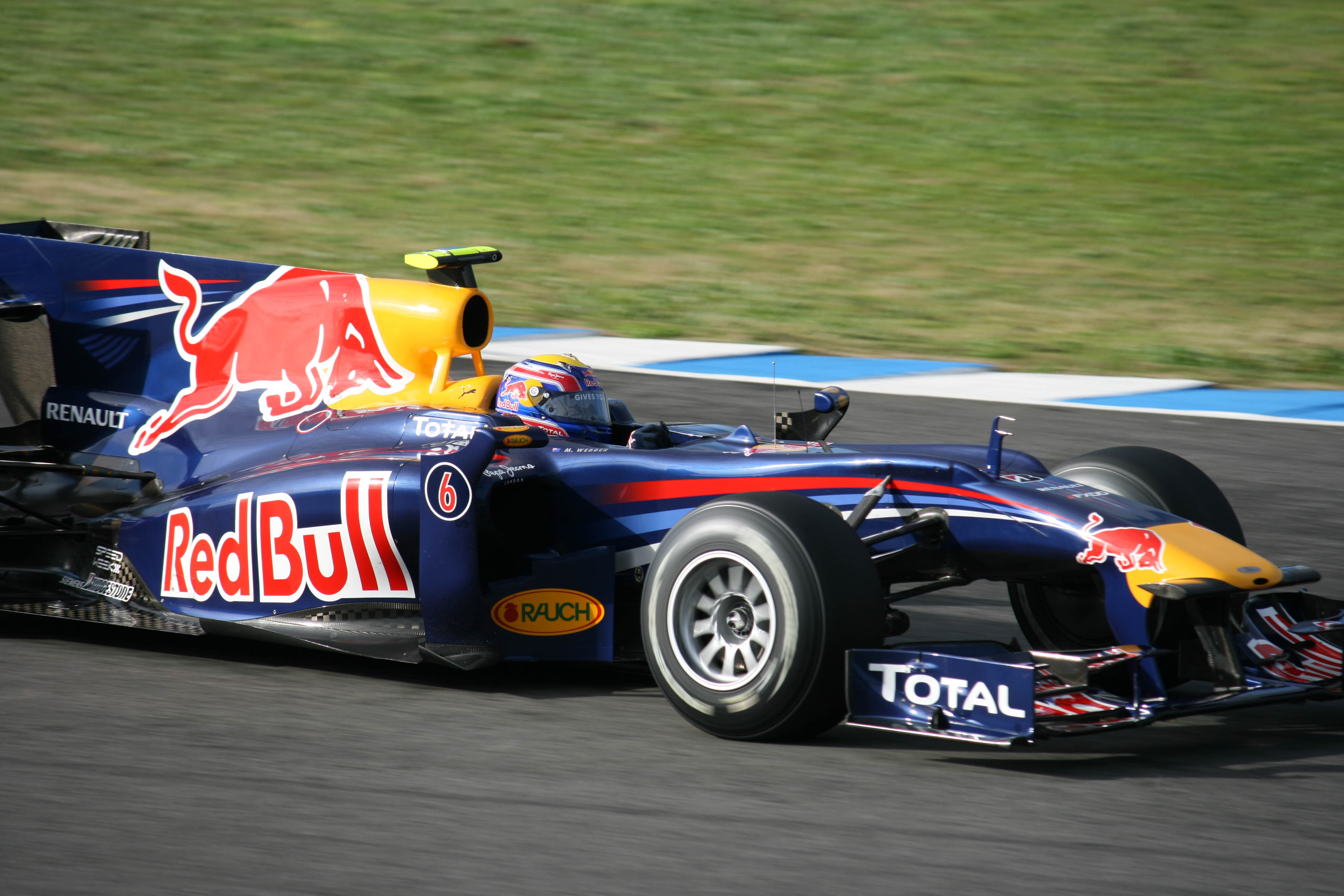
Webber bei Testfahrten zur Formel-1-Saison 2010 in Jerez

2010 blieb Webber zusammen mit Vettel bei Red Bull. Nachdem er mit einem achten Platz in Bahrain und einem neunten Platz bei seinem Heimrennen in Australien schwach in die Saison gestartet war, wurde er beim dritten Grand Prix in Malaysia von der Pole-Position startend Zweiter hinter seinem Teamkollegen Vettel. Nach Platz acht in China, sicherte er sich beim Europaauftakt in Spanien erneut die Pole-Position und setzte den guten Startplatz in seinen ersten Saisonsieg um. Eine Woche später gewann er auch den prestigeträchtigen Großen Preis von Monaco von der Pole-Position startend und übernahm die Führung in der Weltmeisterschaft von Jenson Button. Bei beiden Siegen lag er das gesamte Rennen in Führung. Beim Großen Preis der Türkei sah es zunächst danach aus, als ob Webber einen weiteren Sieg einfahren könnte. Allerdings kollidierte er in Führung liegend mit Vettel. Im Gegensatz zu seinem Teamkollegen war er in der Lage, weiter zu fahren, und erreichte nach einem Reparaturstopp den dritten Platz. Nach dem Rennen gab es einige Diskussionen über die Schuld an der Kollision, die die Piloten auf den jeweils anderen schoben.
Nachdem er mit einem fünften Platz in Kanada die Führung in der Fahrerwertung an Lewis Hamilton verloren hatte, schied Webber beim Großen Preis von Europa nach einer Kollision mit Heikki Kovalainen aus. Kovalainen bremste früher als erwartet und Webber fuhr in Kovalainens Rennwagen, hob ab, überschlug sich und schlug in der Streckenbegrenzung ein. Webber verließ seinen Boliden unverletzt. Es war der erste Ausfall in dieser Saison für Webber, der bis dahin bei jedem Rennen Punkte erzielt hatte. Im Vorfeld des Großen Preises von Großbritannien kam es zu weiteren teaminternen Differenzen zwischen Webber und Vettel, weil Webber eine neue Frontflügelversion an Vettel abtreten musste. Im Rennen erzielte Webber mit der älteren Frontflügelversion seinen dritten Saisonsieg und äußerte sich anschließend kritisch zu seiner Situation im Team. Nach Position sechs in Deutschland übernahm Webber mit einem Sieg beim Großen Preis von Ungarn abermals die Führung in der Fahrerweltmeisterschaft, die er ein Rennen später, beim Großen Preis von Belgien, das er auf Platz zwei beendete, wieder an Hamilton verlor.

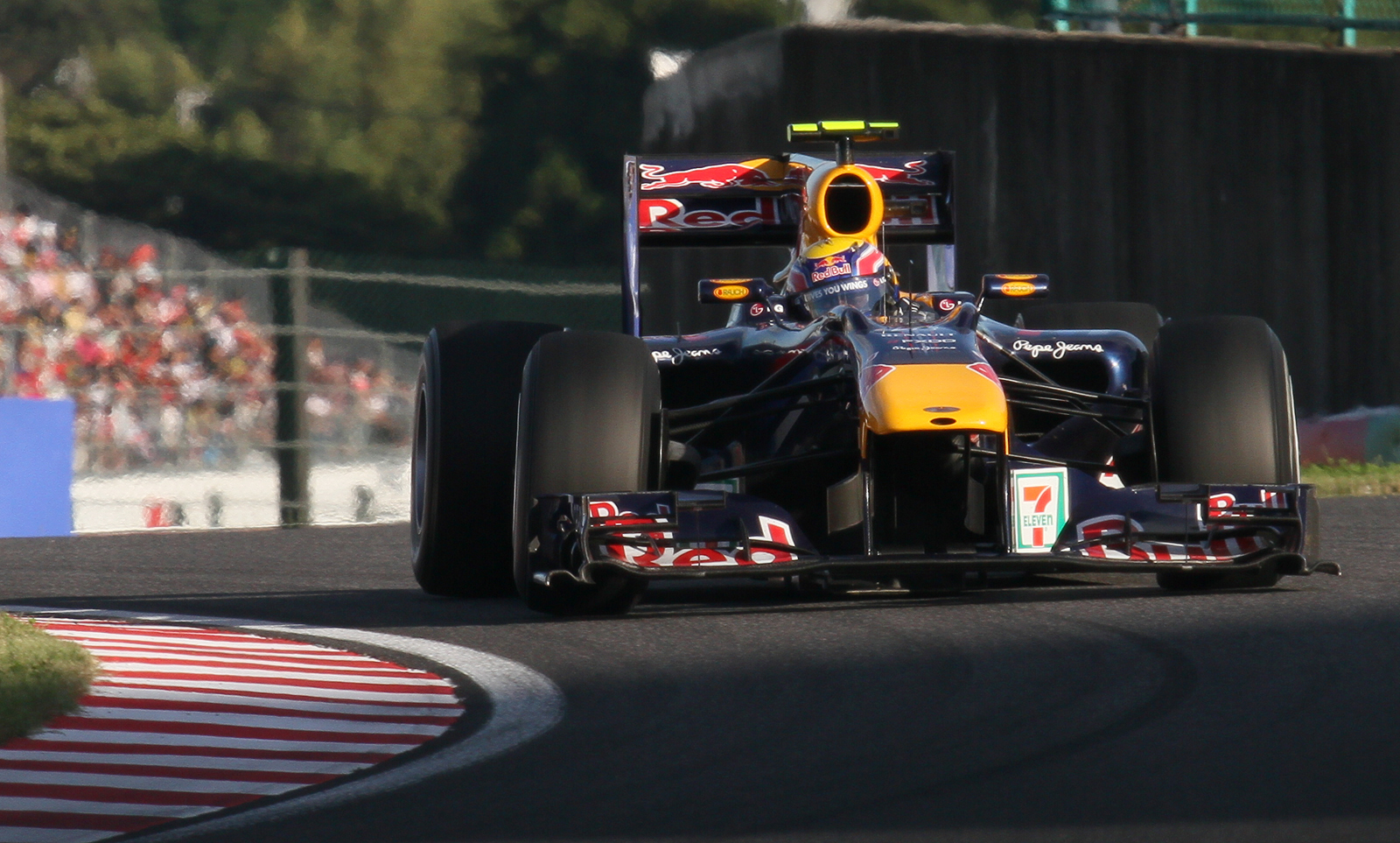
Webber wurde Zweiter in Japan

Beim Großen Preis von Italien kam es erneut zu einem Führungswechsel in der Weltmeisterschaft und Webber belegte die erste Position nach einem sechsten Platz im Rennen. Beim anschließenden Großen Preis von Singapur setzte er nach einem schwachen Qualifying auf eine andere Strategie und kam als Dritter ins Ziel. Für Aufsehen sorgte zudem eine Kollision mit Hamilton, bei der sein Rivale ausschied. Mit einem zweiten Platz beim Großen Preis von Japan hinter Vettel festigte er seine Führungsposition zunächst weiter. Allerdings verlor er sie schon beim nächsten Rennen in Korea wieder – diesmal an Fernando Alonso, da Webber im Regen die Kontrolle über sein Auto verloren hatte und ausgeschieden war. Beim zweitletzten Saisonrennen in Brasilien kam er als Zweiter hinter Vettel ins Ziel. Sein Team verzichtete bei diesem Rennen auf einen Platztausch zwischen den beiden Piloten, der Webber bessere Chancen auf den Weltmeistertitel ermöglicht hätte. Auf dem zweiten Platz in der Fahrerwertung liegend ging Webber in das letzte Saisonrennen in Abu Dhabi. Von Platz fünf startend kam Webber auf dem achten Platz ins Ziel. Damit war er nicht mehr in der Lage, den Rückstand auf Alonso aufzuholen. Da Vettel das Rennen gewann, überholte er beide in der Fahrerwertung und gewann den Meistertitel. Webber erzielte mit Platz drei in der Fahrerwertung sein bestes Gesamtergebnis in der Formel 1.
Nach dem Ende der Saison 2010 gab Webber bekannt, dass er die letzten vier Rennen der Saison mit einem Haarriss im Schulterknochen gefahren war. Er hatte sich bei einem Sturz mit dem Mountainbike in Australien verletzt. Die Verletzung, die den Rennfahrer nach eigener Aussage nicht bei den Rennen beeinflusst hatte, musste nicht operiert werden.

##### Saison 2011

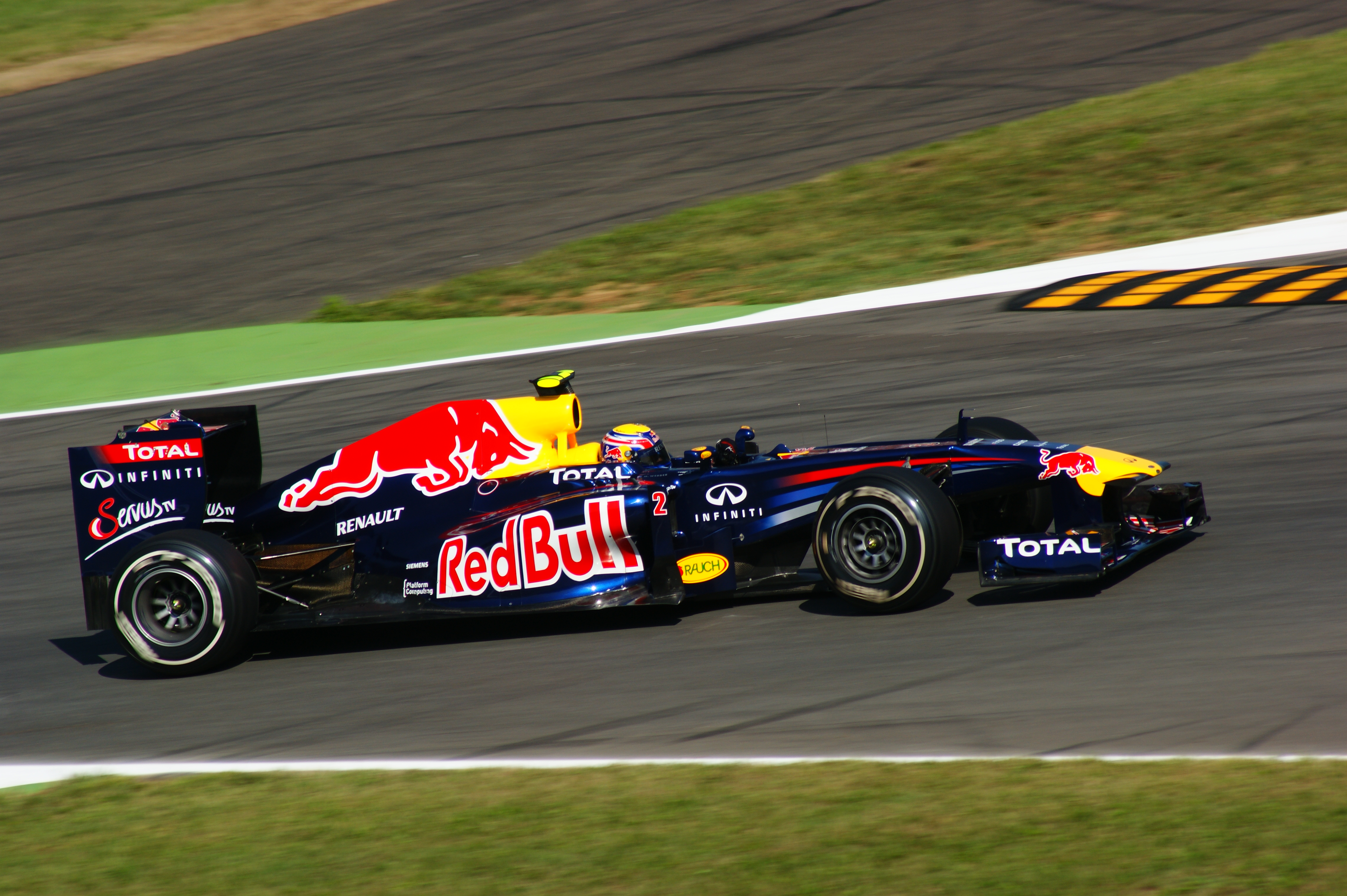
Webber beim Großen Preis von Italien 2011 im Red Bull RB7

2011 bildeten Webber und Vettel erneut das Red-Bull-Fahrerduo. Während Vettel elf Rennen gewann und den Weltmeistertitel verteidigte, gelang Webber nur beim Saisonfinale in Brasilien ein Sieg. Dabei profitierte er von einem technischen Problem Vettels, der dieses Rennen als Zweiter beendete. Bis auf den Großen Preis von Italien, wo er nach einer Kollision ausschied, erreichte er bei jedem Rennen eine der ersten fünf Positionen. Er wurde zweimal Zweiter und siebenmal Dritter. Besonders hervorzuheben war etwa sein Dritter Platz beim Großen Preis von China. Webber startete in dem Rennen vom 18. Platz und kam mit einer passenden Strategie und Überholmanövern nach vorne. Mit sieben schnellsten Rennrunden sicherte sich Webber am Saisonende den DHL Fastest Lap Award für den Piloten mit den meisten schnellsten Rennrunden. Webber beendete die Saison hinter Vettel und Button auf dem dritten Platz in der Weltmeisterschaft und wiederholte damit das Gesamtergebnis aus dem Vorjahr.

##### Saison 2012
Bei den ersten vier Rennen der Saison 2012 erreichte Webber den vierten Platz. Nachdem er beim Großen Preis von Spanien als Elfter ohne Punkte geblieben war, gewann er den Großen Preis von Monaco von der Pole-Position startend. Nach einem siebten Platz in Kanada machte Webber in Europa, nachdem er im Qualifying mit technischen Problemen nur 19. geworden war, einige Plätze im Rennen gut und wurde Vierter. Ein Rennen später in Großbritannien ging Webber, der über weite Strecken des Rennens auf dem zweiten Platz gefahren war, in der Schlussphase an dem bis dahin führenden Alonso vorbei und gewann sein zweites Saisonrennen. In der Woche danach gab Webber bekannt, seinen Vertrag mit Red Bull um eine weitere Saison verlängert zu haben. Bei den Rennen in Korea und Indien erzielte er als Zweiter und Dritter weitere Podest-Platzierungen. Am Saisonende belegte er den sechsten Platz in der Weltmeisterschaft, während sein Teamkollege Vettel ein weiteres Mal Weltmeister wurde.

##### Saison 2013

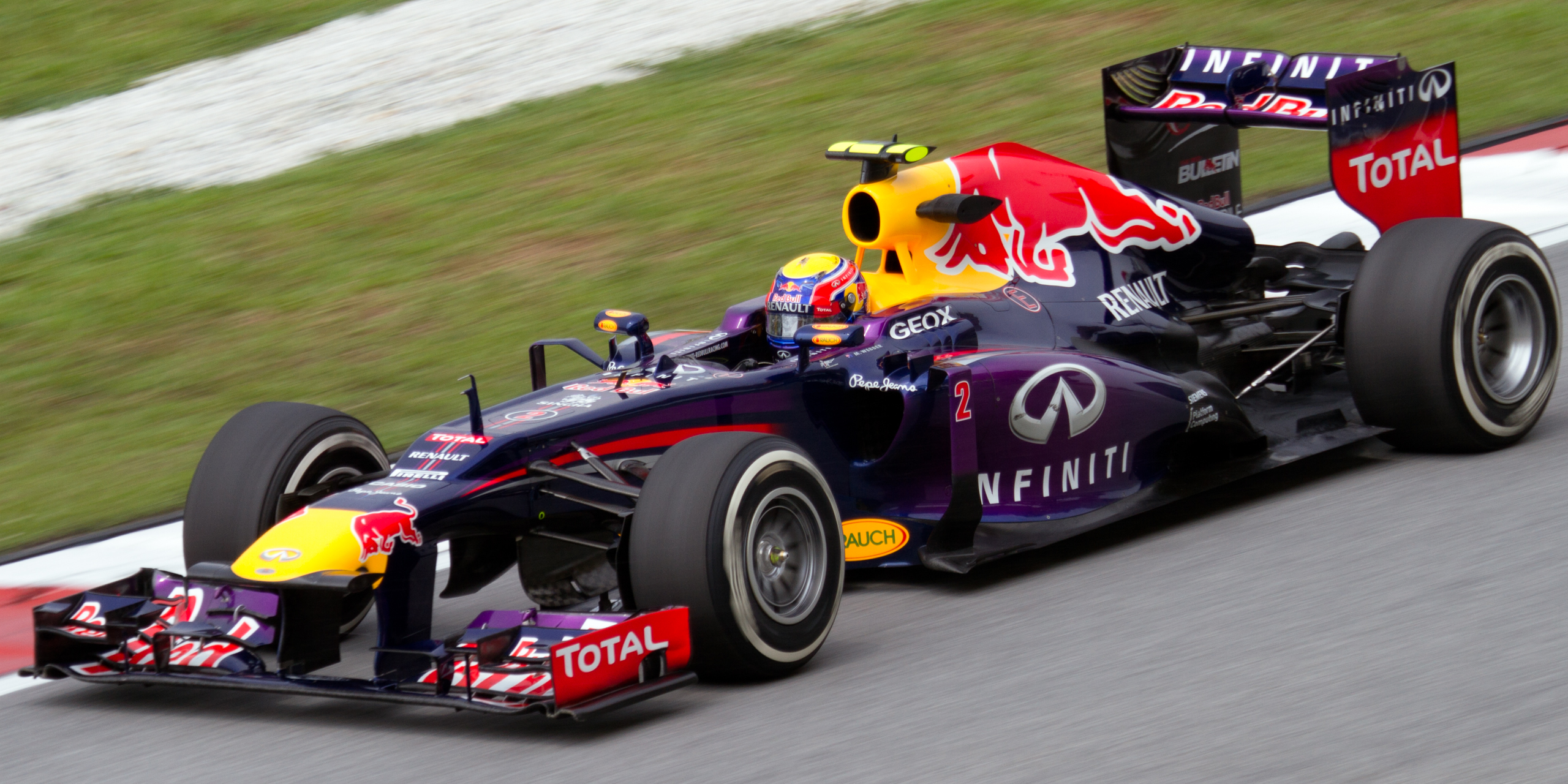
Webber im Training zum Großen Preis von Malaysia 2013

2013 blieben Webber und Vettel bei Red Bull. Er startete mit einem sechsten Platz bei seinem Heimrennen in Australien in die Saison. Beim zweiten Rennen in Malaysia übernahm Webber im Rennen die Führung. In der Schlussphase wurde er jedoch noch von seinem Teamkollegen Vettel entgegen der Stallorder überholt. In China blieb Webber im Qualifying ohne Treibstoff stehen, sodass er vom Ende des Feldes starten musste. Im Rennen kollidierte er zunächst mit Jean-Éric Vergne und schied im weiteren Rennverlauf mit einem nicht ordnungsgemäß befestigten Reifen aus. Beim Großen Preis von Großbritannien war Webber nach einem schlechten Start weit zurückgefallen. In der Schlussphase gelang es ihm, schnelle Runden zu fahren und noch bis auf den zweiten Platz vorzufahren. Eine Woche später in Deutschland startete Webber gut ins Rennen und lag in der Anfangsphase auf dem zweiten Platz. Bei seinem ersten Boxenstopp wurden sein rechtes Hinterrad nicht richtig befestigt, sodass es sich noch in der Boxengasse löste. Das Rad traf einen Kameramann, der dabei verletzt wurde. Webber nahm das Rennen mit einer Runde Rückstand wieder auf und wurde schließlich Siebter. Beim Großen Preis von Italien stand Webber als Dritter erneut auf dem Podest. Im nächsten Rennen in Singapur schied Webber in der letzten Runde wegen eines Motorschadens aus. In der Auslaufrunde nahm ihn Alonso auf dem Seitenkasten mit zurück an die Box. Für diese Fahrlässigkeit wurde Webber von den Rennkommissaren zum dritten Mal in dieser Saison verwarnt und für das nächste Rennen um zehn Startplätze strafversetzt. In Japan war Webber erstmals in der Qualifikation schneller als sein Teamkollege Vettel. Im Rennen wurde er hinter Vettel Zweiter. Diese Konstellation wiederholte sich in Abu Dhabi: Webber startete von der Pole-Position und wurde hinter Vettel Zweiter. Beim Saisonfinale in Brasilien wurde Webber Zweiter. Es war sein letztes Formel-1-Rennen.
Webber schloss seine letzte Formel-1-Saison auf dem dritten Platz ab, während sein Teamkollege Vettel zum vierten Mal in Folge Weltmeister wurde.

### WEC (2014–2016)
2014 wechselte Webber in die FIA-Langstrecken-Weltmeisterschaft (WEC) zu Porsche, die in die LMP1-Klasse einstiegen. Er bildete ein Fahrertrio mit Timo Bernhard und Brendon Hartley. Drei dritte Plätze waren die besten Ergebnisse der drei. Beim letzten Saisonrennen, dem 6-Stunden-Rennen von São Paulo hatte Webber einen schweren Unfall, nachdem er mit dem GT-Fahrer Matteo Cressoni kollidiert war. Beide Piloten kamen für eine Nacht ins Krankenhaus, waren aber nicht ernsthaft verletzt. Webber erlitt Prellungen sowie eine Gehirnerschütterung. In der Fahrerweltmeisterschaft wurden Webber und seine Teamkollegen Neunte.
2015 bildete Webber erneut ein Fahrertrio mit Bernhard und Hartley. Nach einem Ausfall beim Saisonauftakt, wurden die drei Fahrer Dritte in Spa-Francorchamps und Zweite in Le Mans. Die folgenden vier Rennen auf dem Nürburgring, in Austin, Fuji und Shanghai gewann das Fahrertrio. Ein fünfter Platz beim Saisonfinale in as-Sachir reichte schließlich aus, um den Fahrerweltmeistertitel zu gewinnen. Bernhard, Hartley und Webber setzten sich mit 166 zu 161 Punkten gegen Marcel Fässler, André Lotterer und Benoît Tréluyer durch.
2016 wurde das Fahrertrio beibehalten, die Rennen auf dem Nürburgring, in Mexiko-Stadt, in Austin und in Shanghai konnten gewonnen werden. In der Gesamtwertung erreichte das Team den vierten Platz.
Am 13. Oktober kündigte Webber an, seine Fahrerkarriere nach dem Ende der Saison zu beenden.

### Auszeichnungen
Im Jahre 2006 wurde Webber die Lorenzo Bandini Trophy verliehen. Diese Auszeichnung wird seit 1992 an den aussichtsreichsten Fahrer der Saison verliehen.

### Förderung von anderen Rennfahrern
Seit 2010 tritt Webber zusammen mit dem Rennstall Arden International mit dem Team MW Arden in der GP3-Serie an. Außerdem fördert er einige Nachwuchspiloten. Seinem Landsmann Will Power half er 2004 mit 500.000 Euro aus, damit dieser weiter in der britischen Formel-3-Meisterschaft antreten und seine Karriere fortsetzen konnte.

### Persönliches
Mark Webber ist mit seiner Managerin Ann liiert. Sie leben zusammen in Aston Clinton, wo Webber Eigentümer eines Pubs ist.

## Statistik

### Karrierestationen
| - 1990–1993: Kartsport - 1994: Australische Formel Ford (Platz 13) - 1995: Australische Formel Ford (Platz 4) - 1995: Australian Drivers’ Championship (Platz 7) - 1996: Britische Formel Ford (Platz 2) - 1996: Europäische Formel Ford (Platz 3) - 1996: Australian Drivers’ Championship (Platz 10) - 1997: Britische Formel 3 (Platz 4) - 1998: FIA-GT-Meisterschaft (Platz 2) | - 2000: Formel 3000 (Platz 3) - 2000: Formel 1 (Testfahrer) - 2001: Formel 3000 (Platz 2) - 2001: Formel 1 (Testfahrer) - 2002: Formel 1 (Platz 16) - 2003: Formel 1 (Platz 10) - 2004: Formel 1 (Platz 13) - 2005: Formel 1 (Platz 10) - 2006: Formel 1 (Platz 14) | - 2007: Formel 1 (Platz 12) - 2008: Formel 1 (Platz 11) - 2009: Formel 1 (Platz 4) - 2010: Formel 1 (Platz 3) - 2011: Formel 1 (Platz 3) - 2012: Formel 1 (Platz 6) - 2013: Formel 1 (Platz 3) - 2014: WEC (Platz 9) - 2015: WEC (Weltmeister) - 2016: WEC (Platz 4) |

### Statistik in der Formel 1

#### Grand-Prix-Siege
| - 2009: Deutschland (Nürburg) - 2009: Brasilien (Interlagos) - 2010: Spanien (Barcelona) | - 2010: Monaco (Monte Carlo) - 2010: Großbritannien (Silverstone) - 2010: Ungarn (Mogyoród) | - 2011: Brasilien (Interlagos) - 2012: Monaco (Monte Carlo) - 2012: Großbritannien (Silverstone) |

#### Gesamtübersicht
| Saison | Team                     | Chassis       | Motor            | Rennen | Siege | Zweiter | Dritter | Poles | schn. Rennrunden | Punkte | WM-Pos. |
| ------ | ------------------------ | ------------- | ---------------- | ------ | ----- | ------- | ------- | ----- | ---------------- | ------ | ------- |
| 2002   | KL Minardi Asiatech      | Minardi PS02  | Asiatech 3.0 V10 | 16     | −     | −       | −       | −     | −                | 2      | 16.     |
| 2003   | Jaguar Racing            | Jaguar R4     | Cosworth 3.0 V10 | 16     | −     | −       | −       | −     | −                | 17     | 10.     |
| 2004   | Jaguar Racing            | Jaguar R5     | Cosworth 3.0 V10 | 18     | −     | −       | −       | −     | −                | 7      | 13.     |
| 2005   | BMW Williams F1 Team     | Williams FW27 | BMW 3.0 V10      | 18     | −     | −       | 1       | −     | −                | 36     | 10.     |
| 2006   | Williams F1 Team         | Williams FW28 | Cosworth 2.4 V8  | 18     | −     | −       | −       | −     | −                | 7      | 14.     |
| 2007   | Red Bull Racing          | Red Bull RB3  | Renault 2.4 V8   | 17     | −     | −       | 1       | −     | −                | 10     | 12.     |
| 2008   | Red Bull Racing          | Red Bull RB4  | Renault 2.4 V8   | 18     | −     | −       | −       | −     | −                | 21     | 11.     |
| 2009   | Red Bull Racing          | Red Bull RB5  | Renault 2.4 V8   | 17     | 2     | 4       | 2       | 1     | 3                | 69,5   | 4.      |
| 2010   | Red Bull Racing          | Red Bull RB6  | Renault 2.4 V8   | 19     | 4     | 4       | 2       | 5     | 3                | 242    | 3.      |
| 2011   | Red Bull Racing          | Red Bull RB7  | Renault 2.4 V8   | 19     | 1     | 2       | 7       | 3     | 7                | 258    | 3.      |
| 2012   | Red Bull Racing          | Red Bull RB8  | Renault 2.4 V8   | 20     | 2     | 1       | 1       | 2     | 1                | 179    | 6.      |
| 2013   | Infiniti Red Bull Racing | Red Bull RB9  | Renault 2.4 V8   | 19     | −     | 5       | 3       | 2     | 5                | 199    | 3.      |
| Gesamt | Gesamt                   | Gesamt        | Gesamt           | 215    | 9     | 16      | 17      | 13    | 19               | 1047,5 |         |

#### Einzelergebnisse
| Saison | 1   | 2   | 3   | 4   | 5   | 6   | 7   | 8   | 9   | 10  | 11  | 12  | 13  | 14  | 15  | 16  | 17  | 18  | 19 | 20 |
| ------ | --- | --- | --- | --- | --- | --- | --- | --- | --- | --- | --- | --- | --- | --- | --- | --- | --- | --- | -- | -- |
| 2002   |     |     |     |     |     |     |     |     |     |     |     |     |     |     |     |     |     |     |    |    |
| 5      | DNF | 11  | 11  | DNS | 12  | 11  | 11  | 15  | DNF | 8   | DNF | 16  | DNF | DNF | DNF | 10  |     |     |    |    |
| 2003   |     |     |     |     |     |     |     |     |     |     |     |     |     |     |     |     |     |     |    |    |
| DNF    | DNF | 9*  | DNF | 7   | 7   | DNF | 7   | 6   | 6   | 14  | 11* | 6   | 7   | DNF | 11  |     |     |     |    |    |
| 2004   |     |     |     |     |     |     |     |     |     |     |     |     |     |     |     |     |     |     |    |    |
| DNF    | DNF | 8   | 13  | 12  | DNF | 7   | DNF | DNF | 9   | 8   | 6   | 10  | DNF | 9   | 10  | DNF | DNF |     |    |    |
| 2005   |     |     |     |     |     |     |     |     |     |     |     |     |     |     |     |     |     |     |    |    |
| 5      | DNF | 6   | 7   | 6   | 3   | DNF | 5   | DNS | 12  | 11  | NC  | 7   | DNF | 14  | 4   | NC  | 4   | 7   |    |    |
| 2006   |     |     |     |     |     |     |     |     |     |     |     |     |     |     |     |     |     |     |    |    |
| 6      | DNF | DNF | 6   | DNF | 9   | DNF | DNF | 12  | DNF | DNF | DNF | DNF | 10  | 10  | 8   | DNF | DNF |     |    |    |
| 2007   |     |     |     |     |     |     |     |     |     |     |     |     |     |     |     |     |     |     |    |    |
| 13     | 10  | DNF | DNF | DNF | 9   | 7   | 12  | DNF | 3   | 9   | DNF | 9   | 7   | DNF | 10  | DNF |     |     |    |    |
| 2008   |     |     |     |     |     |     |     |     |     |     |     |     |     |     |     |     |     |     |    |    |
| DNF    | 7   | 7   | 5   | 7   | 4   | 12  | 6   | 10  | DNF | 9   | 12  | 8   | 8   | DNF | 8   | 14  | 9   |     |    |    |
| 2009   |     |     |     |     |     |     |     |     |     |     |     |     |     |     |     |     |     |     |    |    |
| 12     | 6   | 2   | 11  | 3   | 5   | 2   | 2   | 1   | 3   | 9   | 9   | DNF | DNF | 17  | 1   | 2   |     |     |    |    |
| 2010   |     |     |     |     |     |     |     |     |     |     |     |     |     |     |     |     |     |     |    |    |
| 8      | 9   | 2   | 8   | 1   | 1   | 3   | 5   | DNF | 1   | 6   | 1   | 2   | 6   | 3   | 2   | DNF | 2   | 8   |    |    |
| 2011   |     |     |     |     |     |     |     |     |     |     |     |     |     |     |     |     |     |     |    |    |
| 5      | 4   | 3   | 2   | 4   | 4   | 3   | 3   | 3   | 3   | 5   | 2   | DNF | 3   | 4   | 3   | 4   | 4   | 1   |    |    |
| 2012   |     |     |     |     |     |     |     |     |     |     |     |     |     |     |     |     |     |     |    |    |
| 4      | 4   | 4   | 4   | 11  | 1   | 7   | 4   | 1   | 8   | 8   | 6   | 20* | 11  | 9   | 2   | 3   | DNF | DNF | 4  |    |
| 2013   |     |     |     |     |     |     |     |     |     |     |     |     |     |     |     |     |     |     |    |    |
| 6      | 2   | DNF | 7   | 5   | 3   | 4   | 2   | 7   | 4   | 5   | 3   | 15* | DNF | 2   | DNF | 2   | 3   | 2   |    |    |

| Legende  | Legende            | Legende                                                          |
| Farbe    | Abkürzung          | Bedeutung                                                        |
| -------- | ------------------ | ---------------------------------------------------------------- |
| Gold     | –                  | Sieg                                                             |
| Silber   | –                  | 2. Platz                                                         |
| Bronze   | –                  | 3. Platz                                                         |
| Grün     | –                  | Platzierung in den Punkten                                       |
| Blau     | –                  | Klassifiziert außerhalb der Punkteränge                          |
| Violett  | DNF                | Rennen nicht beendet (did not finish)                            |
| Violett  | NC                 | nicht klassifiziert (not classified)                             |
| Rot      | DNQ                | nicht qualifiziert (did not qualify)                             |
| Rot      | DNPQ               | in Vorqualifikation gescheitert (did not pre-qualify)            |
| Schwarz  | DSQ                | disqualifiziert (disqualified)                                   |
| Weiß     | DNS                | nicht am Start (did not start)                                   |
| Weiß     | WD                 | zurückgezogen (withdrawn)                                        |
| Hellblau | PO                 | nur am Training teilgenommen (practiced only)                    |
| Hellblau | TD                 | Freitags-Testfahrer (test driver)                                |
| ohne     | DNP                | nicht am Training teilgenommen (did not practice)                |
| ohne     | INJ                | verletzt oder krank (injured)                                    |
| ohne     | EX                 | ausgeschlossen (excluded)                                        |
| ohne     | DNA                | nicht erschienen (did not arrive)                                |
| ohne     | C                  | Rennen abgesagt (cancelled)                                      |
| ohne     | keine WM-Teilnahme |                                                                  |
| sonstige | P/fett             | Pole-Position                                                    |
| sonstige | 1/2/3/4/5/6/7/8    | Punktplatzierung im Sprint-/Qualifikationsrennen                 |
| sonstige | SR/kursiv          | Schnellste Rennrunde                                             |
| sonstige | *                  | nicht im Ziel, aufgrund der zurückgelegten Distanz aber gewertet |
| sonstige | ()                 | Streichresultate                                                 |
| sonstige | unterstrichen      | Führender in der Gesamtwertung                                   |

### Le-Mans-Ergebnisse
| Jahr | Team         | Fahrzeug             | Teamkollege     | Teamkollege     | Platzierung | Ausfallgrund |
| ---- | ------------ | -------------------- | --------------- | --------------- | ----------- | ------------ |
| 1998 | AMG-Mercedes | Mercedes-Benz CLK LM | Bernd Schneider | Klaus Ludwig    | Ausfall     | Motorschaden |
| 2014 | Porsche Team | Porsche 919 Hybrid   | Timo Bernhard   | Brendon Hartley | Ausfall     | Ölpumpe      |
| 2015 | Porsche Team | Porsche 919 Hybrid   | Timo Bernhard   | Brendon Hartley | Rang 2      |              |
| 2016 | Porsche Team | Porsche 919 Hybrid   | Timo Bernhard   | Brendon Hartley | Rang 13     |              |

### Einzelergebnisse in der FIA-Langstrecken-Weltmeisterschaft
| Saison | Team    | Rennwagen          | 1   | 2   | 3   | 4   | 5   | 6   | 7   | 8   | 9   |
| ------ | ------- | ------------------ | --- | --- | --- | --- | --- | --- | --- | --- | --- |
| 2014   | Porsche | Porsche 919 Hybrid | SIL | SPA | LEM | AUS | FUJ | SHA | BAH | SAO |     |
| 2014   | Porsche | Porsche 919 Hybrid | 3   | 23  | DNF | 5   | 3   | 6   | 3   | DNF |     |
| 2015   | Porsche | Porsche 919 Hybrid | SIL | SPA | LEM | NÜR | AUS | FUJ | SHA | BAH |     |
| 2015   | Porsche | Porsche 919 Hybrid | DNF | 3   | 2   | 1   | 1   | 1   | 1   | 5   |     |
| 2016   | Porsche | Porsche 919 Hybrid | SIL | SPA | LEM | NÜR | MEX | AUS | FUJ | SHA | BAH |
| 2016   | Porsche | Porsche 919 Hybrid | DNF | 26  | 13  | 1   | 1   | 1   | 3   | 1   | 3   |